# Darco Gellert
Darco (* 1968 in Bielefeld; eigentlich Darco Gellert) ist ein deutsch-französischer Graffiti-Writing-Künstler, der in Paris lebt und arbeitet.

## Leben
Darco kam 1976 mit seinen Eltern nach Frankreich, wo er zunächst die internationale Deutsche Schule Paris besuchte.
1984 begann er zusammen mit seinem Freund Gawki zu sprühen. 1985 gründeten sie die Sprühergruppe FBI-Crew (Fabulous Bomb Inability), der auch Loomit, Cemnoz, Neon und DAIM beitraten und die sich zu einem internationalen Künstlerkollektiv entwickelte. 1987 wurde Darco in die United Artists aufgenommen.
Darco wurde 1989 als erster Sprüher in Frankreich wegen Sachbeschädigung verurteilt. Die SNCF (Französische Bahn) entschied sich unter dem Einfluss verschiedener Minister und Medien dafür, dass Darco seine Strafe in Form von Wandbildern für die Bahngesellschaft abarbeiten konnte. Dabei entstand unter anderem das 1000 m² große Wandbild am Gare du Nord in Paris. 1989 bis 1991 absolvierte Darco eine Ausbildung zum Bühnenbildner, arbeitet seither jedoch als freier Künstler.
Seine Spezialität ist Style Writing. Obwohl er die Outlines (Konturen) beibehält, wird sein Stil oftmals dem 3D-Style zugeordnet.

## Projekte
Für die Fußballweltmeisterschaft schuf er 1998, gemeinsam mit Loomit, DAIM und weiteren, ein 350 m² großes Wandbild in Nantes.

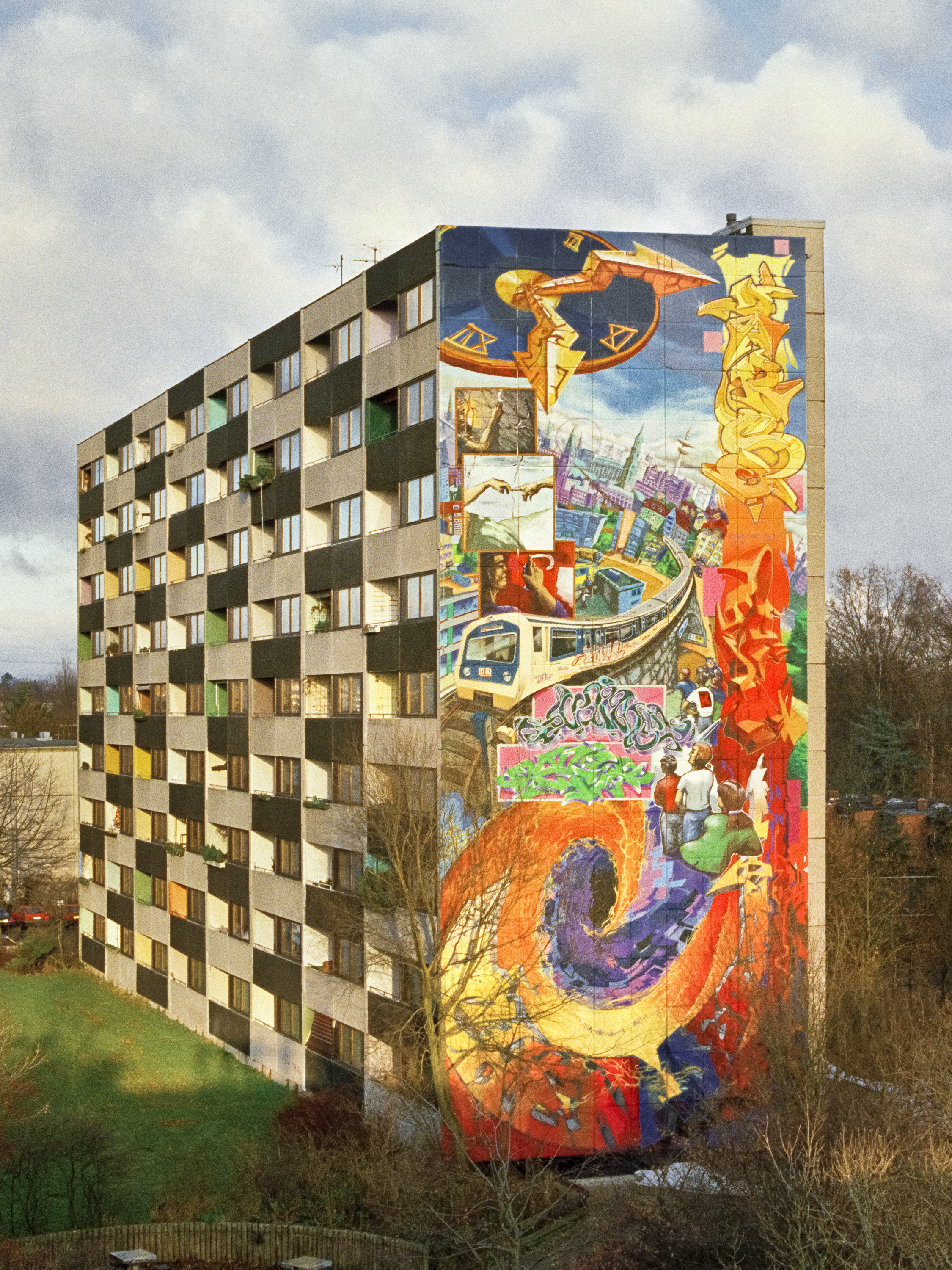
Zeichen der Zeit. Otto-Schumann-Weg, Hamburg-Lohbrügge (Bergedorf)

Die künstlerische Leitung übernahm Darco gemeinsam mit DAIM für Zeichen der Zeit in Hamburg. Die Arbeit bekam einen Eintrag ins Guinness-Buch der Rekorde für das höchste Graffiti der Welt. Unter organisatorischer Leitung von Lothar Knode entstand im Dezember 1995 das Graffito von insgesamt 300 m² Fläche an einer Hochhaus-Fassade. 1000 Sprühdosen benötigten die Künstler für das 30 Meter hohe und 11 Meter breite Kunstwerk.  Es zeigt eine Komposition aus Schrift- und Bildelementen sowie Zitaten aus Meisterwerken der Wandmalerei.
Darco ist künstlerischer Berater von Jean-Jacques Beineix und entwarf ein Gesamtkonzept für DJ Vadims Album The art of listening. Einige seiner Arbeiten wurden von Museen, beispielsweise dem Palais de Tokyo, dem Centre Georges Pompidou, dem Musee des Arts et traditions populaires, dem Kallmann Museum und dem Grand Palais, aufgekauft und ausgestellt.

## Ausstellungen (Auswahl)
- 1991/92: Centre Georges Pompidou, Paris.
- 1997: Leopold Center Culturel, Belgien.
- 2000: Area 101, Adelaide (Australien).
- 2000: Totem Gallery, Perth (Australien).
- 2000: Urban Discipline 2000, Hamburg (Deutschland).
- 2001: Kulturzentrum der Stadt Niort, Frankreich.
- 2003: Wandbild im Palais de Tokyo zur Eröffnung des Festival d'automne (Paris).
- 2006: Wooden Shadow Gallery, Melbourne (Australien) (Einzelausstellung).
- 2007: Melt Gallery, Sydney (Australien) (Einzelausstellung).
- 2007: Carhartt Gallery, Weil am Rhein (Deutschland) (Einzelausstellung).
- 2007: Galerie Onega, Paris (Einzelausstellung).
- 2008: Gallery Bailly Contemporain, Paris – Kurator Taxie Gallery (Einzelausstellung).
- 2008: Gallery Bailly Contemporain, Paris – Kurator Taxie Gallery.
- 2009: TAG im Grand Palais, Paris vom 27. März bis 26. April.[4]
- 2009: Kube Hotel mit Studio 55.[5]